# 工藤えみ
工藤 えみ（くどう えみ、1993年2月7日 - ） は、日本の女性ファッションモデル、歌手。フロント所属。

## 略歴
大分県竹田市で生まれ、5歳の時に大分市に移住。
2007年より地元大分で学生情報誌『CHIME』の専属モデルからなる現役高校生ユニット“CHIMO”として活動。2009年2月14日、シングル『We Are CHIMO Yeah!!／Best Friend』でCDデビュー。
2009年8月、女子中高生向けファッション雑誌『Seventeen』のオーディションで「ミスセブンティーン2009」に選ばれ、同誌専属モデルとなる。これをきっかけにCHIMOを脱退、上京した。同年10月からプラチナムプロダクションに所属。2010年にはSUPER GTイメージガール『G☆RACE』としての活動もあった。
その後もテレビドラマに出演する等、活躍の場を広げ、2013年3月に『Seventeen』のモデルを卒業。同年9月18日、1stアルバム『月光の夜』でソロの歌手としてデビューした。
2018年12月にプロ野球選手の梶谷隆幸と妊娠を期に結婚。
2019年12月からフロントに所属。

## 人物
- 兄がいる[9]。
- 特技はダンス、バレエ（アジア大会出場経験あり）、書道[2]。
- 同じ事務所の大石絵理と仲が良く、事務所のスタッフから“えみえりコンビ”と呼ばれるほどである[10]。またSeventeenの同僚だった鈴木友菜とは今でも仲が良く、ブログでも一緒に遊ぶ姿が見受けられる[11]。
- 香港在住のモデル・久保杏奈はいとこに当たる[12]。

## 作品

### シングル
- 1st Single『すきだよ〜いつかキミに伝えたいこと〜』（プレシャストーンミュージック・2014年9月10日発売）

1. すきだよ〜いつかキミに伝えたいこと〜（作詞：工藤えみ、高橋司／作曲：高橋司）
2. Someday（作詞：工藤えみ、鶴崎輝一／作曲：鶴崎輝一）
3. すきだよ〜いつかキミに伝えたいこと〜（inst.）
4. Someday（inst.）

### アルバム
- 1st Album『月光の夜』（プレシャストーンミュージック・2013年9月18日発売）

1. introduction
2. Something Love
3. Bitter Sweet
4. 月光の夜
5. 小さなカケラ
6. あなたに（MONGOL800のカヴァー）
7. 空も飛べるはず（スピッツのカヴァー）
8. My Best Friends
9. Being me!
10. Dear
11. 聖なる夜に

## 出演

### テレビドラマ
- ブルドクター（2011年、日本テレビ）
- 私が恋愛できない理由 第2話（2011年10月24日、フジテレビ） - アイリ役

### その他のテレビ番組
- Girls TV!（2012年4月 - 、日本海テレビ他） - 中村アンと共にMCを担当

### ラジオ
- Music Spice!（2014年4月 - 2015年6月 、FM-FUJI） - 木曜日パーソナリティ
- 工藤えみのemi's cafe（2014年9月 - 2015年7月 、FM FUKUOKA） - 冠番組

### LIVEイベント
2013年
- 9/1 神戸コレクション
- 9/21 福岡 チャチャタウン小倉 インストアイベント
- 9/22 TSUTAYA 福岡天神店　インストアイベント
- 9/28 ミュージックシティ天神　ソラリアプラザ　ゼファステージ
- 9/29 パークプレイス大分
- 10/12 - 10/13 大分生活文化展 くらしフェスタ[1]
- 10/14 代々木公園 九州物産展
- 11/10 渋谷音楽祭 109前ステージ
- 11/23 イクスピアリ『イクスピアリ・クリスマス・ワンダーランド』
- 12/17 新星堂 サンシャインシティアルバ店 インストアイベント

2014年
- 2/23 JOL大阪店
- 3/9 つくばクレオスクエア キュート2階広場
- 3/17 渋谷BULLOW『ハチ公Girl Vol.5』[11]
- 5/27 名古屋sixdog『Key to Style Vol.1』[13]
- 6/1 オートポリス『2014 SUPER GT第3戦』国歌斉唱
- 7/1 渋谷egg-man『surround around』
- 7/3 Shibuya O-West『sweet breath』
- 7/11 青山月見ル君想フ『Fly me to the moon』
- 7/19 NBCビデオホール『HARVEST in 長崎』
- 7/20 the voodoo lounge『HARVEST in 福岡』
- 8/1 TSUTAYA O-East『Campus Summit 2014』
- 8/2 心斎橋Live&Bar11『YORIDORI MIDORI』
- 8/8 東日本放送『KHB七夕フェスタ2014』
- 8/11 新木場 STUDIO COAST『Event University 2014』
- 8/30 道頓堀とんぼりリバーウォーク『24時間テレビ 「愛は地球を救う」 応援イベント“Wonder Osaka Vol.5”』
- 9/6 福岡市役所前ふれあい広場『九州ビアフェスティバル2014』
- 9/7 名古屋sixdog『Key to STYLE Vol.2』
- 9/10 山野楽器 たまプラーザテラス店 インストアイベント
- 9/11 山野楽器 テラスモール湘南店 インストアイベント
- 9/12 タワーレコード汐留店 1日店長
- 9/14 タワーレコード西武船橋店　インストアイベント
- 9/17 アスナル金山 『FM AICHI“BRIDGET×アスナルトレジャー”公開録音イベント』
- 9/23 阪急西宮ガーデンズ→ドン・キホーテ梅田店→タワーレコード難波店 インストアイベント
- 9/24 あべのキューズモール
- 9/27 ミュージックシティ天神 福岡市役所前ふれあい広場
- 10/4 パークプレイス大分
- 10/18 キャナルシティ博多 サンプラザステージ
- 10/19 渋谷音楽祭 109前ステージ
- 11/1 札幌 音楽処（4丁目プラザ7階） インストアイベント
- 11/30 FM福岡emi's cafe LIVE @TENJIN Dining MiST

2015年
- 1/12 NBCアーブホール『WOLF SP』
- 1/16 東京ドームシティ『ふるさと祭り東京 〜日本のまつり・故郷の味〜』ふるさとステージにてミニライブ
- 1/29 青山月見ル君想フ『MOONLIGHT EXPRESS』

### 雑誌
- Seventeen（2009年 - 2013年、集英社） - 専属モデル

### その他
- 劇団マツモトカズミ『結婚の偏差値 舞台編』（2014年1月22日 - 26日、新宿SPACE107[14]）主題歌/挿入歌担当[15]